# Sikkerhedslygte
En Sikkerhedslygte, sikkerhedslampe eller minelygte er en robust lygte beregnet til brug i luft, som indeholder kulstøv eller gasser (fx grubegas), som er brændbare eller eksplosive. Flammebaserede sikkerhedslygter anvendes bl.a. i miner. Indtil fremkomsten af effektive elektriske lygter tidligt i 1800-tallet anvendte minearbejdere flammebaserede lygter.

## Udviklingen af den flammebaserede sikkerhedslygte
Lamper med åbne flammer kunne antænde gasser i miner og forårsage eksplosioner. Derfor blev sikkerhedslygter udviklet til at indkapsle flammen og forhindre den i at antænde atmosfæren. De er nu erstattet af forseglet eksplosionssikker elektrisk belysning.
Den første sikkerhedslygte, Clanny-lygten, blev opfundet af William Reid Clanny i 1812. Få måneder senere fulgte Geordie-lygten designet af George Stephenson. Herefter fulgte Davy-lygten designet af sir Humphry Davy i 1815. Clanny inkorporerede sikkerhedsfunktionerne fra de andre sikkerhedslygter og det var anen eller blev standarden for alle efterfølgende flammebaserede sikkerhedslygter.
Selv om flammebaserede sikkerhedslygter var meget sikrere end lamper med åben flamme, skete der stadig mineeksplosionsulykker med sikkerhedslygterne.